# Misticisme cristià
El misticisme cristià és una de les branques de la teologia cristiana caracteritzada per la recerca apofàtica d'una experiència personal, unitiva i amorosa amb Déu. També comprèn el conjunt de disciplines ascètiques i meditatives encaminades per a tal propòsit.

## La via mística
En l'explicació de la via mística hi ha diferències entre els diferents autors que poden atribuir-se a la dispersió geogràfica i temporal dels místics, la varietat personal de l'experiència mística i el seu grau de formació teològica. Per a aquesta part se segueix fonamentalment Sant Joan de la Creu per oferir una de les exposicions més completes i clares.
Tradicionalment, la mística és un camí de tres vies o etapes: la via purgativa, la via il·luminativa i la via unitiva.

### Via purgativa
La via purgativa consisteix en la purgació de la memòria, entesa com a potència de l'ànima, per netejar-la de les afeccions sensitives que provenen del cos. En paraules de Sant Joan de la Creu:
| « | Cal perdre el gust per l'apetit de les coses. | » |

L'apetit com a tal no té per què ser dolent, però sí que ho és l'afecció o gust que provoca en la memòria, perquè impedeix que s'orienti plenament envers Déu. La privació corporal i l'oració són els principals mitjans purgatius. L'estat en què se sumeix la memòria s'anomena esperança.

### Via il·luminativa
La via il·luminativa consisteix en l'elevació de l'enteniment envers Déu, entès com a potència de l'ànima. Un cop net l'enteniment de tota relació amb les criatures, queda buit per lliurar-se a la saviesa fosca o saviesa secreta que se sap sense necessitat d'entendre, experiència que en la mística s'anomena fe.

### Via unitiva
La via unitiva consisteix en la purificació de la voluntat, entesa com a potència de l'ànima. L'ànima arriba al grau més perfecte de la unió amb Déu, atès que ha buidat la seva pròpia voluntat, el més seu per lliurar-la a Déu. És el grau més perfecte de la caritat.